# 角田政之助
角田 政之助（つのだ まさのすけ、1882年（明治15年）10月18日 - 1974年（昭和49年）1月24日）は、日本の陸軍軍人。最終階級は陸軍少将。

## 経歴
群馬県出身。群馬県尋常中学校利根分校を経て、1902年（明治35年）11月、陸軍士官学校（14期）を卒業。1903年（明治36年）6月、歩兵少尉に任官。1910年（明治43年）11月、陸軍大学校（22期）を優等で卒業した。陸大同期には畑俊六、杉山元両元帥、小磯國昭、二宮治重らがいる。
インド駐箚武官、参謀本部欧米課英国班長などを経て、1923年（大正12年）8月、歩兵大佐に昇進し歩兵第79連隊長に就任。1925年（大正14年）5月、教育総監部第2課長を経て、1929年（昭和4年）8月、陸軍少将に進み歩兵第28旅団長に就任。同職を2年勤めたのち1931年（昭和6年）8月、予備役に編入される。1947年（昭和22年）11月28日、公職追放仮指定を受けた。
1974年（昭和49年）1月24日に死去。満91歳没。

## 栄典
勲章等
- 1940年（昭和15年）8月15日 - 紀元二千六百年祝典記念章[2]